# Сиха Сукарно
Си́ха Сука́рно (индон. Siha Sukarno; род. 1923) — индонезийский фехтовальщик. Участник летних Олимпийских игр 1956 года.

## Биография
Сиха Сукарно родился в 1923 году.
В 1956 году вошёл в состав сборной Индонезии на летних Олимпийских играх в Мельбурне. В личном турнире шпажистов занял 6-е место в группе 1/8 финала, победив Айвана Лунда из Австралии (5:0) и Масаюки Сано из Японии (5:0) и проиграв Бернду-Отто Ребиндеру из Швеции (1:5), Гюнтеру Стратману из ФРГ (1:5), Жаку Дебёру из Бельгии (1:5), Ревазу Цирекидзе из СССР (2:5) и Эмилиано Камарго из Колумбии (3:5). В личном турнире саблистов занял последнее, 6-е место в группе 1/8 финала, уступив Тибору Ньилаши из США, Гюнтеру Стратману из ФРГ, Эмилио Эчеверри из Колумбии, Ральфу Куперману из Великобритании и Роже Тисену из Люксембурга.
Сукарно стал первым фехтовальщиком, представлявшим Индонезию на Олимпийских играх.